# Eras Bòrdas de Les
Eras Bòrdas de Les (francès Les Bordes-sur-Lez) és un antic municipi francès, situat a la regió d'Occitània, departament de l'Arieja. El 2017 es va fusionar amb Shoantenh per a formar el nou municipi d'eras Bòrdas e Shoantenh.
En aquest municipi es troba enterrat el guerriller antifranquista Marcel·lí Massana i Balcells (1918-1981).

## Llocs i monuments
•Església classificada de Monument Històric, 
•Capella d'Orjot (Segle XII), la capella més petita de l'Arieja,
•Capella de la Mare de Déu d'Aulinhac (Segle XIII), 
•Dolmen d'Ayer, 
•Dolmen de l'Auerda,
•Pont de l'Església de Sant Germeri d'Orjot,
•L'estany Long i l'estany Rond,
•El Refugi de Estanhos va mantenir a la pista de senderisme Mont Valier.

## Les pintures murals
El 2012, unes pintures murals romàniques van ser descobertes a l'església de Sant Germeri d'Orjot durant la restauració. Pel DRAC, aquestes obres daten del segle xii i és comparable en molts aspectes a les pintures del Mestre de Taüll.